# Station Fère-en-Tardenois
Station Fère-en-Tardenois is een spoorwegstation in de Franse gemeente Fère-en-Tardenois.